# Le Quesnoy-en-Artois
Le Quesnoy-en-Artois là một xã trong tỉnh Pas-de-Calais, vùng Hauts-de-France, Pháp.

## Địa lý
Le Quesnoy-en-Artois có cự ly 17 dặm Anh (28 km) về phía đông nam Montreuil-sur-Mer tại giao lộ của các tuyến đường D122 và D123.

## Dân số
| 1962                                                              | 1968 | 1975 | 1982 | 1990 | 1999 | 2006 |
| ----------------------------------------------------------------- | ---- | ---- | ---- | ---- | ---- | ---- |
| 284                                                               | 285  | 317  | 362  | 350  | 332  | 350  |
| Số liệu điều tra dân số tính từ năm 1962, dân số chỉ tính một lần |      |      |      |      |      |      |

## Địa điểm nổi bật
- The 18th century chateau.
- Nhà thờ St.Vaast, thế kỷ 18.